# Novo Hamburgo
Novo Hamburgo este un oraș în Rio Grande do Sul (RS), Brazilia.